# 교회의 네 가지 속성
교회의 네 가지 속성 또는 교회의 네 가지 특징은 기독교를 나타내는 특유의 주요 특징 네 가지인 하나인 교회, 거룩한 교회, 보편된 교회, 사도로부터 이어오는 교회를 한데 묶어 일컫는 용어이다. 교회가 이러한 네 가지 속성 내지는 특징을 지니고 있다는 관점은 381년 제1차 콘스탄티노폴리스 공의회에서 니케아 콘스탄티노폴리스 신경을 제정하면서 처음으로 등장하기 시작했으며, 신경에는 교회에 대해 다음과 같이 규정짓는 구절이 나온다.
“하나이고 거룩하고 보편되며 사도로부터 이어오는 교회를 믿나이다.”
서로 불가분의 관계인 이 네 가지 속성은 교회와 교회 사명의 본질적 특성을 나타낸다.
로마 가톨릭교회는 본 교회만이 최초로 예수 그리스도에 의해 세워진 유일한 정통 기독교이며, 네 가지 특징을 모두 지니고 있다고 자부하고 있다.
이것이 바로 그리스도의 유일한 교회며, 우리는 신경에서 하나이고 거룩하고 보편되며 사도로부터 이어오는 교회라고 고백한다.— 제2차 바티칸 공의회, 교회헌장 제8항

## 네 가지 속성

### 하나인 교회
| “ | 이 얼마나 놀라운 신비입니까? 우주의 아버지 한 분만 계시고, 우주의 말씀도 한 분만 계시며, 또한 어디서나 동일하신 성령도 한 분만 계십니다. 그리고 어머니가 되신 동정녀 한 분만 계시는데, 나는 그분을 교회라고 즐겨 부릅니다. | ” |
|   | — 알렉산드리아의 클레멘스 |   |

참된 교회의 특징은 하나라는 것이다. 교회는 하나이다. 교회는 오직 하나뿐인 하느님을 믿고 있고, 하나의 신앙을 고백하며, 하나의 세례로 태어나며, 오직 하나의 몸을 이루고, 하나뿐인 성령으로부터 생명을 얻기 때문이다. 또한 교회는 그 설립자로 보아 하나이다. 그리스도는 교회를 여러 개 세우지 않고 오직 하나만 세웠다. 《가톨릭교회 교리서》에 따르면, 그리스도가 세운 교회는 사도 베드로 위에 세운 교회 하나뿐이다.
| “ | 너는 베드로다. 내가 이 반석 위에 내 교회를 세울 터인즉, 저승의 세력도 그것을 이기지 못할 것이다. | ” |
|   | — 마태오 복음서 16,18                                                                            |   |

이 하나뿐인 교회는 베드로의 후계자인 교황과 일치해 있는 가톨릭교회다. 즉 가톨릭교회야말로 그리스도가 직접 세운 유일한 교회라는 것이다.
우리 구세주께서는 부활하신 뒤 베드로에게 교회의 사목을 맡기셨고, 베드로와 다른 사도들에게 교회의 전파와 통치를 위임하셨으며, 교회를 영원히 진리의 기둥과 터전으로 세우셨다. 이 교회는 이 세상 안에 설립되고 조직된 사회로서 베드로의 후계자와 그와 친교를 이루는 주교들이 다스리는 가톨릭교회 안에 존재한다.— 제2차 바티칸 공의회, 교회헌장 제8항

### 거룩한 교회
교회는 결함없이 거룩하다. 성부와 성령과 더불어 ‘홀로 거룩하시다’고 칭송받으시는 하느님의 아들 그리스도께서 교회를 당신 신부로 삼아 사랑하시어 그를 거룩하게 하시려고 당신 자신을 바치셨으며, 하느님의 영광을 위하여 교회를 당신과 결합시키시어 당신 몸으로 삼으셨고 성령의 특은으로 가득 채워 주셨기 때문이다. 그러므로 교회는 “하느님의 거룩한 백성”이고, 그 구성원들은 “성도”라고 불린다.— 가톨릭교회 교리서 823항

참된 교회의 둘째 특징은 거룩하다는 것이다. 거룩한 하느님이 교회를 세웠고, 그리스도가 교회를 거룩하게 하려고 자신을 바쳤으며, 거룩한 성령이 교회에 생명을 주기 때문이다. 아울러 교회는 칠성사를 통하여 끊임없이 거룩하게 된다. 가톨릭교회 교리서에 따르면, 칠성사를 모두 온전히 거행하는 교회는 가톨릭교회뿐이다. 여기서 거룩하다는 것은 하느님과 일치함을 뜻하며 이러한 일치는 예수 그리스도와 성령의 활동 덕택이다.
교회가 거룩하다는 것은 윤리적인 의미에서 거룩하다는 것이 아니다. 교회의 거룩함은 예수 그리스도가 교회를 자신의 신부로 삼아 사랑하였고, 교회를 거룩하게 하기 위하여 자기 자신을 바쳤으며, 교회를 자신의 몸으로 삼았다는 믿음에 근거한다. 그래서 사도 바오로도 문제가 많던 코린토 교회 신자들을 ‘성도들’이라고 불렀던 것이다. 따라서 “자기 품에 죄인들을 안고 있어 거룩하면서도 언제나 정화되어야 하는 교회는 끊임없이 참회와 쇄신을 추구한다.”

### 보편된 교회
참된 교회의 셋째 특징은 가톨릭(보편되다, 공번되다)이다. ‘가톨릭’이라는 말은 ‘전체’ 혹은 ‘완전성’의 의미를 지닌 ‘보편적’이라는 뜻을 가지고 있다. 교회는 신앙 전체를 선포하며 구원에 필요한 모든 방법을 충만히 수행한다. 그리스도가 교회에 현존하고 있으므로 진리를 온전히 지니고 있고, 이를 모든 시대, 모든 사람에게 전하기 때문이다. 그래서 안티오키아의 이냐시오(35년 - 110년)는 스미르나인들에게 보낸 서간에서 “그리스도 예수님께서 계시는 곳에 가톨릭교회가 있다.”고 말했다. 또한 교회는 모든 시대, 모든 사람을 위하기 때문에 다양한 국가와 사회와 문화 속에 뿌리를 내리지만 그리스도 안에서 완전한 일치를 이루고 있다. 따라서 교회는 보편된다. 서로 다른 시대, 서로 다른 곳에서, 서로 다른 환경 속에 사는 신자들이 같은 신앙 안에서 일치를 이루고 있다는 것이다.

### 사도로부터 이어오는 교회
참된 교회의 넷째 특징은 사도로부터 이어오는 교회라는 것이다. 가톨릭교회는 스스로 사도로부터 이어져 내려오는 교회라고 주장한다. 그리스도는 베드로 사도를 중심으로 열두 사도 위에 교회를 세웠다. 열두 사도는 자신이 죽기 전에 각자 자신이 담당하던 교회를 위하여 봉사할 후계자를 선정했으며, 그 사도들의 후계자가 주교다. 그래서 모든 가톨릭교회의 주교의 계보를 거슬러 올라가다 보면 열두 사도 중 한 사람까지 거슬러 올라가게 된다.
또한 사도들로부터 이어져 내려오는 교회는 열두 사도가 가르친 것과 똑같은 복음과 교리를 가르친다. 가톨릭교회 안에는 사도들의 가르침과 고귀한 유산이 있다. 따라서 그리스도는 사도들의 후계자인 교황과 주교단 안에 현존하는 베드로와 다른 사도들을 통해 교회를 다스린다.

## 같이 보기
- 니케아 콘스탄티노폴리스 신경
- 로마 가톨릭교회
- 제1차 콘스탄티노폴리스 공의회